# Rábakecöl, Győr-Moson-Sopron
Rábakecöl  este un sat în districtul Kapuvár, județul Győr-Moson-Sopron, Ungaria, având o populație de 746 de locuitori (2011). 

## Demografie
Componența etnică a satului Rábakecöl
     Maghiari (98,06%)
     Germani (1,24%)
     Romi (0,71%)
Componența confesională a satului Rábakecöl
     Romano-catolici (66,09%)
     Fără religie (1,61%)
     Luterani (1,21%)
     Necunoscută (30,29%)
     Reformați (0,8%)
Conform recensământului din 2011, satul Rábakecöl avea 746 de locuitori. Din punct de vedere etnic, majoritatea locuitorilor (98,06%) erau maghiari, cu o minoritate de germani (1,24%).  Din punct de vedere confesional, majoritatea locuitorilor (66,09%) erau romano-catolici, existând și minorități de persoane fără religie (1,61%) și luterani (1,21%). Pentru 30,29% din locuitori nu este cunoscută apartenența confesională.